# 미국의 내륙주
미국에서 내륙주란 바다와 접하지 않고 다른 주에 완전히 둘러싸인 주를 말하며 50개 주 중 40%인 20개 주가 이에 속한다.

## 내륙주 목록
- 애리조나주 (캘리포니아주, 네바다주, 유타주)
- 아칸소주 (미주리주, 오클라호마주, 테네시주, 미시시피주, 루이지애나주, 텍사스주)
- 콜로라도주 (와이오밍주, 유타주, 캔자스주, 네브래스카주, 오클라호마주, 뉴멕시코주)
- 아이다호주 (워싱턴주, 오리건주, 네바다주, 유타주, 몬태나주, 와이오밍주)
- 아이오와주 (미네소타주, 위스콘신주, 일리노이주, 미주리주, 네브래스카주, 사우스다코타주)
- 캔자스주 (미주리주, 네브래스카주, 콜로라도주, 오클라호마주)
- 켄터키주 (일리노이주, 인디애나주, 미주리주, 오하이오주, 테네시주, 웨스트버지니아주)
- 미주리주 (아이오와주, 캔자스주, 네브래스카주, 오클라호마주, 아칸소주, 일리노이주, 켄터키주, 테네시주)
- 몬태나주 (아이다호주, 와이오밍주, 노스다코타주, 사우스다코타주)
- 네브래스카주 (사우스다코타주, 캔자스주, 아이오와주, 미주리주, 콜로라도주, 와이오밍주)
- 네바다주 (캘리포니아주, 오리건주, 아이다호주, 유타주, 애리조나주)
- 뉴멕시코주 (애리조나주, 콜로라도주, 텍사스주, 오클라호마주)
- 노스다코타주 (몬태나주, 미네소타주, 사우스다코타주)
- 오클라호마주 (캔자스주, 콜로라도주, 뉴멕시코주, 텍사스주, 미주리주, 아칸소주)
- 사우스다코타주 (노스다코타주, 미네소타주, 아이오와주, 네브래스카주, 와이오밍주, 몬태나주)
- 테네시주 (켄터키주, 노스캐롤라이나주, 미시시피주, 앨라배마주, 조지아주, 버지니아주, 아칸소주, 미주리주)
- 유타주 (네바다주, 애리조나주, 콜로라도주, 와이오밍주, 아이다호주)
- 버몬트주 (뉴햄프셔주, 퀘벡주 (캐나다), 뉴욕주, 매사추세츠주)
- 웨스트버지니아주 (버지니아주, 켄터키주, 메릴랜드주, 오하이오주, 펜실베이니아주)
- 와이오밍주 (몬태나주, 아이다호주, 유타주, 콜로라도주, 사우스다코타주, 네브래스카주)

## 이중 내륙주
미국에서 이중 내륙주란 다른 주에 완전히 둘러싸여 있으면서 동시에 바다로 나가려면 최소한 두 주 이상을 거쳐야 하는 주를 말한다. 다음의 7개 주가 이에 속한다.
- 콜로라도주 - 유타주, 와이오밍주, 네브래스카주, 캔자스주, 오클라호마주, 뉴멕시코주에 둘러싸여 있다.
- 캔자스주 - 네브래스카주, 미주리주, 오클라호마주, 콜로라도주에 둘러싸여 있다.
- 미주리주 - 아이오와주, 네브래스카주, 캔자스주, 오클라호마주, 켄터키주, 일리노이주, 테네시주, 아칸소주에 둘러싸여 있다.
- 몬태나주 - 아이다호주, 와이오밍주, 노스다코타주, 사우스다코타주와 캐나다에 둘러싸여 있다.
- 네브래스카주 - 아이오와주, 미주리주, 캔자스주, 사우스다코타주, 와이오밍주, 콜로라도주에 둘러싸여 있다.
- 유타주 - 네바다주, 콜로라도주, 애리조나주, 아이다호주, 와이오밍주에 둘러싸여 있다.
- 와이오밍주 - 몬태나주, 아이다호주, 네브래스카주, 유타주, 사우스다코타주에 둘러싸여 있다.